# Eishockey-Landesliga Bayern 2008/09
Die Eishockey-Landesliga Bayern 2008/09 wurde unter dem Dach des Bayerischen Eissportverbandes (BEV) organisiert und ist nach der Bayernliga (Regionalliga) eine der fünfthöchsten Spielklassen im deutschen Eishockey.

## Saisonverlauf
Die Eishockey-Landesliga 2008/09 war die 61. Ausspielung dieser Liga. Meister und Aufsteiger wurde der EHC Bayreuth. Der Vizemeister EV Regensburg konnte sich ebenfalls für die Bayernliga qualifizieren. Fünf Mannschaften mussten den Gang in die Bezirksliga antreten.

### Modus
In der Saison 2008/09 wurde in vier Gruppen jeweils eine Einfachrunde gespielt. Die ersten vier Mannschaften jeder Gruppe qualifizieren sich für die Meisterrunde, die wiederum in zwei bayernweiten Gruppen ausgespielt wurde. Die beiden Gruppensieger stiegen in die Bayernliga auf und spielten den Landesligameister aus, die Gruppenzweiten spielten einen möglichen drittplatzierten Nachrücker aus. Für die Abstiegsrunden spielten die restlichen Mannschaften der Gruppen Nord mit denen der Gruppe Ost und die Mannschaften der Gruppen Süd und West eine Einfachrunde, wobei jeweils die schlechtesten Vereine aus jeder Vorrundengruppe absteigen. Die Teilnehmer nahmen die Punkte und Tore aus den direkten Vergleichen in der Vorrunde mit.

## Teilnehmer
Nicht mehr dabei waren die Auf- und Absteiger der Vorsaison. Neu hinzukamen die Absteiger aus der Bayernliga und die Aufsteiger aus der Bezirksliga.

### Platzierungen Vorrunde
| Gruppe Nord | Gruppe Ost | Gruppe Süd | Gruppe West |
| --- | --- | --- | --- |
|  1. EHC Bayreuth (M) - 2. EV Regensburg (bisher als 1b) - 3. 1. EV Weiden (bisher als 1b) - 4. ESC Hassfurt - 5. EV Pegnitz - 6. ERSC Amberg - 7. EC 2000 Amberg (N) - 8. EHC Mitterteich |  1. SVG Burgkirchen (M) - 2. ESC Vilshofen - 3. ESV Gebensbach - 4. EV Moosburg - 5. EHC Straubing - 6. Münchner EK - 7. EHC Regensburg (N) - 8. SE Freising |  1. EHC Bad Aibling - 2. ESC Holzkirchen - 3. TSV Trostberg - 4. ESC Geretsried - 5. SC Reichersbeuern - 6. EC Bad Tölz 1b - 7. ERSC Ottobrunn - 8. EV Mittenwald (N) |  1. EV Lindau - 2. EA Schongau - 3. ERC Lechbruck - 4. ESV Burgau 2000 - 5. EV Fürstenfeldbruck (A) - 6. SC Forst - 7. ESC Kempten (N) - 8. EV Bad Wörishofen |

 Gruppensieger (A) = Absteiger aus der Bayernliga, (N) = Neu in der Liga, (M) = Gruppensieger des Vorjahres,
 Meisterrundenteilnehmer fett gedruckt, Abstiegsrundeneilnehmer sind die Plätze 5 bis 8 jeder Gruppe

### Platzierungen Abstiegsrunde
Endplatzierung
| Gruppe Nord                                                              | Gruppe Ost                                                              | Gruppe Süd                                                                              | Gruppe West                                                                   |
| ------------------------------------------------------------------------ | ----------------------------------------------------------------------- | --------------------------------------------------------------------------------------- | ----------------------------------------------------------------------------- |
| - 1. EV Pegnitz - 2. EC 2000 Amberg - 3. ERSC Amberg  4. EHC Mitterteich | - 1. EHC Straubing - 2. Münchner EK - 3. SE Freising  4. EHC Regensburg |  1. SC Reichersbeuern (R) - 2. EC Bad Tölz 1b - 3. ERSC Ottobrunn  4. EV Mittenwald (N) | - 1. SC Forst - 2. EV Fürstenfeldbruck - 3. ESC Kempten  4. EV Bad Wörishofen |

(R) = Rückzug  Absteiger

### Platzierungen Meisterrunde
| Gruppe A | Gruppe B |
| --- | --- |
|  1. EV Regensburg - 2. EV Lindau - 3. 1. EV Weiden - 4. ESC Vilshofen - 5. EHC Bad Aibling - 6. ESV Burgau 2000 - 7. ESC Geretsried - 8. ESV Gebensbach |  1. EHC Bayreuth - 2. SVG Burgkirchen - 3. ESC Hassfurt - 4. EA Schongau - 5. ESC Holzkirchen - 6. ERC Lechbruck - 7. EV Moosburg - 8. TSV Trostberg |

Playoffteilnehmer fett gedruckt
  Bayerischer Meister und Aufsteiger
 Bayerischer Vizemeister und Aufsteiger

### Meister-Playoffs 2008/09
Die Finalspiele wurden im Modus „Best-of-Two“ ausgetragen. 
| Spiel um Platz 3            | Serie | Spiel 1 | Spiel 2 |
| --------------------------- | ----- | ------- | ------- |
| SVG Burgkirchen – EV Lindau | 6:12  | 0:5     | 6:7     |

| Finale                       | Serie | Spiel 1 | Spiel 2 |
| ---------------------------- | ----- | ------- | ------- |
| EHC Bayreuth – EV Regensburg | 7:2   | 5:1     | 2:1     |

- Meister mit Aufstiegsrecht EHC Bayreuth
- Vizemeister mit Aufstiegsrecht EV Regensburg